# Cassel (Heckenbach)
Cassel ist ein Ortsteil der Ortsgemeinde Heckenbach im Landkreis Ahrweiler in Rheinland-Pfalz.

## Geschichte
Der Ort Cassel, der lange Zeit Kassel geschrieben wurde, wird erstmals 1379 überliefert, als Ritter Heinrich der Gude dem Heinrich Sohn des Rolmann genannt von Turre zu Sinzig Besitz in Cassel verkaufte. 
Im Jahr 1938 wurde Cassel zusammen mit elf weiteren Dörfern bei der Anlegung des Luftwaffenübungsplatzes Ahrbrück zwangsgeräumt und in der Folge zerstört. Ab 1950 wurden die Orte wiederbesiedelt. 1987 zählte Cassel 77 Einwohner.

## Sehenswürdigkeiten
- Katholische Kirche St. Stanislaus, erbaut 1963